# Булота, Андрюс (младший)

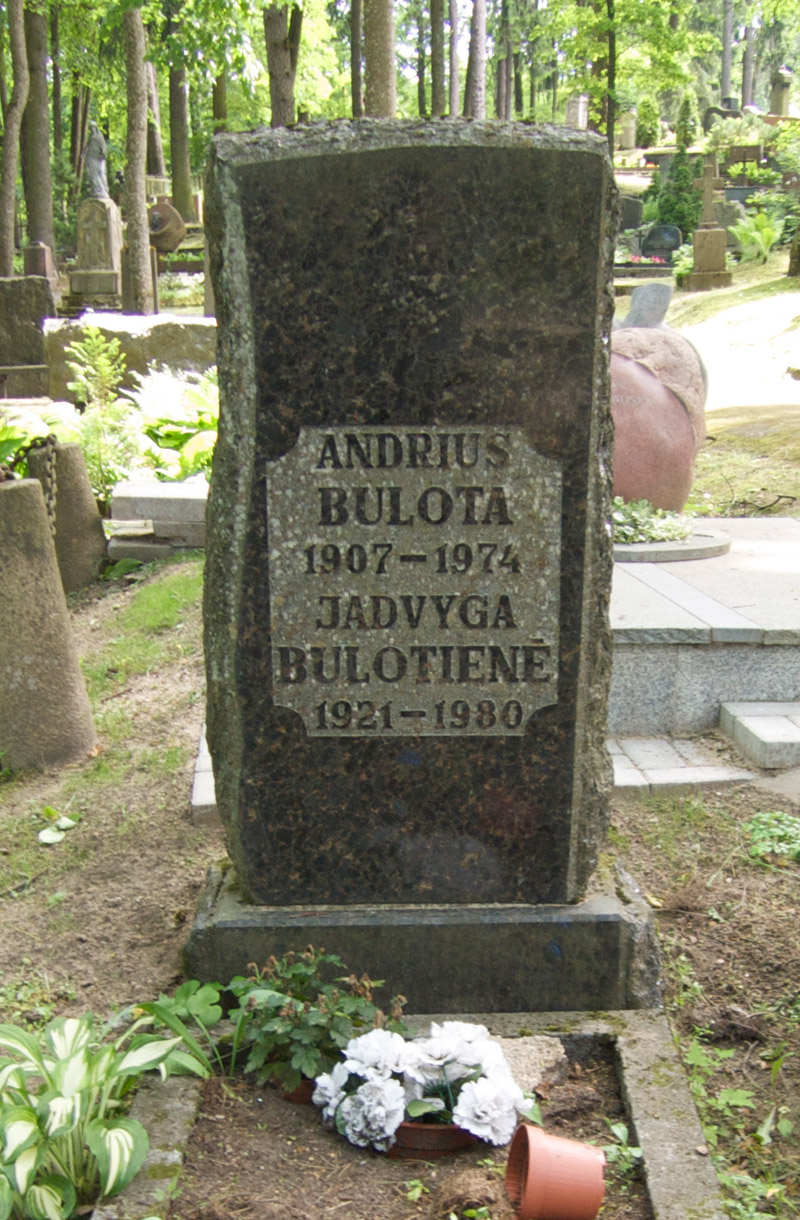
Могила Андрюса Булоты на Антакальнисском кладбище в Вильнюсе

Андрюс Булота (лит. Andrius Bulota; 22 февраля 1907, дер. Путришкяй (ныне Мариямпольское самоуправление, Литва) — 28 февраля 1974, Друскининкай, Литовская ССР) — литовский советский юрист, писатель

, политик, революционер, советский партизан, педагог. Кандидат юридических наук (1962). Заслуженный деятель культуры Литовской ССР (1965).

## Биография
Племянник общественного деятеля Андрюса Булота (А. А. Булат) (1872—1941).
С 1925 года изучал право в каунасском университете Витовта Великого.
В молодости включился в политическую деятельность. Поддерживал идеи партии социалистов-революционеров. В мае 1929 года участвовал в неудачном покушении на премьер-министра Литвы Августинаса Вольдемараса.
После этого, через Польшу, эмигрировал в Чехословакию. В 1931 г. переехал в Вену, где продолжил революционную деятельность, участвовал в антифашистское движении.
В 1934 году обратился с письмом в Представительство Компартии Литвы в Коминтерне и попросил политического убежища в Советском Союзе.
В 1936—1939 годах в составе интербригад участвовал в гражданской войне в Испании.
В 1940—1941 годах работал в комиссариате иностранных дел Литовской ССР, Госплане Литовской ССР. В 1943—1944 годах — член антифашистской подпольной организации «Союз освобождения Литвы». Вместе с Юозасом Витасом редактировал подпольную газету «Tėvynės Frontas».
В 1945—1956 годах работал в Академии наук Литовской ССР. В 1948—1954 годах — доцент, преподаватель Вильнюсского педагогического института, с 1954 года — читал лекции в Вильнюсском университете, с 1961 по 1973 год — заведующий кафедрой государственного права университета.
Член КПСС с 1958 года. Писатель-мемуарист. 
Автор нескольких книг воспоминаний («Nuo baltojo žirgo iki svastikos» (1962), «Limuzinas Nr. 4» (1977), мемуары «Ten, už kalnų, Ispanija» (1974)).